# 贝祖奥特
贝祖奥特（法語：Bézouotte，法語發音：[bezwɔt]）是法国科多尔省的一个市镇，位于该省东部，属于第戎区。

## 地理
贝祖奥特（47°22'58"N, 5°19'56"E）面积1.1 平方千米，位于法国勃艮第-弗朗什-孔泰大區科多尔省，该省份为法国中东部省份，北起奥布省，西接涅夫勒省和约讷省，南至索恩-卢瓦尔省，东南接汝拉省，东临上索恩省，东北部与上马恩省接壤。
与贝祖奥特接壤的市镇（或旧市镇、城区）包括：贝兹河畔米尔博、沙尔姆、屈斯雷。

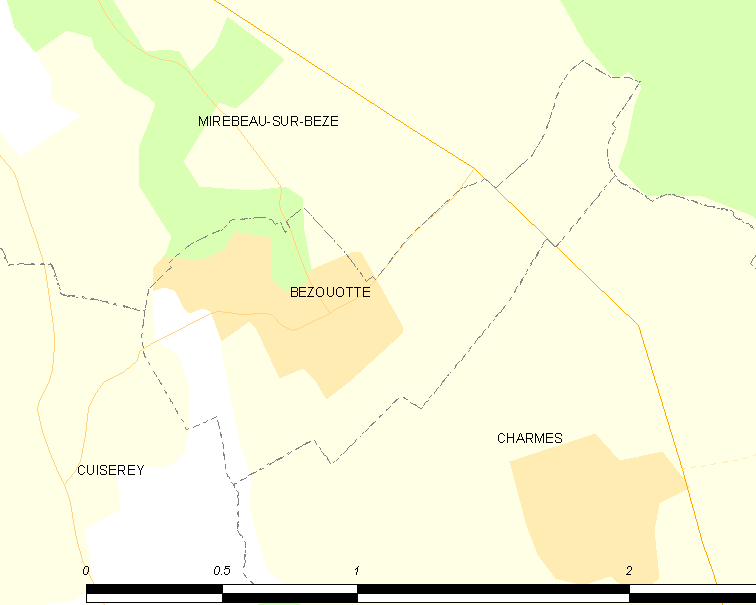
贝祖奥特的OSM定位图

贝祖奥特的时区为UTC+01:00、UTC+02:00（夏令时）。

## 行政
贝祖奥特的邮政编码为21310，INSEE市镇编码为21072。

## 政治
贝祖奥特所属的省级选区为圣阿波利奈尔县。

## 人口

1962-2008年间贝祖奥特人口变化图示

贝祖奥特于2022年1月1日时的人口数量为202人。